# Вальдо (фильм)
«Вальдо» (англ. Last Looks) —  американо-британский комедийный детектив, снятый Тимом Киркби по сценарию Ховарда Майкла Гулда на основе его одноимённого романа. В главных ролях: Чарли Ханнэм, Мел Гибсон, Морена Баккарин, Доминик Монаган, Джейкоб Скипио и Клэнси Браун.

## Сюжет
После громкого скандала опальный экс-полицейский Чарли Вальдо живёт отшельником в чаще леса. Однажды он возвращается к делам, чтобы расследовать громкое убийство в мире шоу-бизнеса: телезвезду Алистера Пинча обвиняют в убийстве жены.

## В ролях
- Чарли Ханнэм —  Чарли Вальдо
- Мел Гибсон — Алистер Пинч
- Морена Баккарин — Лорена Насименту
- Доминик Монаган — Уоррен Гомес
- Джейкоб Скипио — дон Q
- Клэнси Браун — Биг Джим Каппи
- Пол Бен-Виктор — лейтенант Пит Конади
- Люси Фрай — Джейн Уайт
- Руперт Френд — Уилсон Сикорски
- Method Man — Свэг Дог
- Стив Култер — Доктор Себастьян Хекстер
- Дикон Рэндл — Нини
- Рэйчел Хендрикс — Валери

## Производство
В октябре 2018 года Чарли Ханнэм, Мел Гибсон и Эйса Гонсалес присоединились к актёрскому составу фильма, режиссёром которого выступит Тим Кирбки по сценарию Ховарда Майкла Гулда. В июне 2019 года Джейкоб Скипио, Доминик Манаган, Клэнси Браун и Пол Бен-Виктор присоединились к актёрскому составу фильма. В июле 2019 года Люси Фрай присоединилась к актёрскому составу, а в августе 2019 года — Руперт Френд и Method Man. В июне 2020 года фильм был переименован на Last Looks.

### Съёмки
Съёмочный период начался в Атланте 18 июня 2019 года.